# Gabeba Baderoon
Gabeba Baderoon, född 1969 i Port Elizabeth, är en sydafrikansk poet.
Hon har gett ut diktsamlingarna The Dream in the Next Body (2005), The Museum of Ordinary Life (2005) och A Hundred Silences (2006). På svenska har samlingen Tystnaden innan vi talar (2008) utgivits av Bokförlaget Tranan. Baderoon har bjudits in till flera poesifestivaler världen över, och är representerad i ett flertal antologier.
Baderoon doktorerade i engelska på University of Cape Town; hennes avhandling handlade om bilden av islam i sydafrikansk media, litteratur och konst. Som akademiker har hon skrivit mycket om bilden av islam, om medborgarskap, religion och identitet. Hon arbetar på en monografi, Slavery, Islam and the Making of Race and Sex in South Africa.